# Jenišovice (kraj liberecki)
Jenišovice – gmina w Czechach, w powiecie Jablonec nad Nysą, w kraju libereckim.
1 stycznia 2017 liczyła 1132 mieszkańców o średnim wieku 38,2 lat.